# Jedino Hrvatska - Pokret za Hrvatsku
Jedino Hrvatska – Pokret za Hrvatsku (česky Pouze Chorvatsko-Hnutí pro Chorvatsko je chorvatská euroskeptická, protikomunistická a konzervativní politická strana. Vznikla v roce 2008 a ve volbách získává pouhé desetiny procenta hlasů voličů; uskupení je často členem různých předvolebních koalic. Předsedou strany je Milovan Šibl.
Spolu s uskupeními Akcija za bolju Hrvatsku (ABH), Hrvatska demokršćanska stranka (HDS) propagovala JH aby Chorvatsko nevstoupilo do Evropské unie, což bylo hlavní téma strany během kampaně před referendem o vstupu do EU, které se konalo v lednu 2012. Strana rovněž odmítá vstup Chorvatska do NATO, stejně jako trestní tribunál pro bývalou Jugoslávii, který se zabýval válečnými zločiny, ke kterým došlo na území země během Chorvatské války za nezávislost.